# Operazioni in Val Vestino (1510-1517)
Le operazioni militari condotte, tra il 1510 e il 1517, dall'esercito della Repubblica di Venezia nella Val Vestino,  territorio del Principato vescovile di Trento, consistettero in varie incursioni rapide e sanguinose sostenute da compagnie di ventura e milizie popolari gardesane contro le truppe di fanteria del Sacro Romano Impero Germanico, alleate e assoldate dai Conti Lodron, vassalli del vescovo di Trento, tendenti a porre termine alla minaccia di un'invasione nemica nella  Magnifica Patria di Salò e all'accerchiamento della Rocca d'Anfo difesa dai veneziani. L'azione della Serenissima costrinse le truppe tedesche alla difensiva.

## Contesto
I primi decenni del Cinquecento furono anni terribili per I comuni di Val Vestino e  Magasa. Gli eserciti spagnoli e francesi con i loro alleati si fronteggiavano sul suolo italiano per il suo predominio. Tutti i paesi della Val Vestino e della Valle del Chiese, Condino, Bondone e Storo subirono danni gravissimi a seguito della politica ambigua della famiglia Lodron, feudataria della Valle, rappresentata dai conti condottieri Ludovico Lodron, Giovanni Battista Lodron e Antonio Lodron, totalmente schierata con gli imperatori di Germania contro la Repubblica di Venezia.

## La confinante Repubblica di Venezia
La Repubblica di Venezia all'inizio del XVI secolo era una delle principali potenze italiane e la ricchezza dei traffici, l'abilità di diplomatici e comandanti militari ed una buona amministrazione la ponevano ad un livello superiore a quello di altri stati del tempo. Il governo dei territori soggetti era, per l'epoca, "illuminato" e molte delle città controllate da Venezia, come Bergamo, Brescia e Verona rivendicarono la sovranità veneziana durante la minaccia di invasioni straniere.

I domini veneziani in Italia e Dalmazia verso la fine del XV secolo, dopo l'espansione in terraferma.

All'apice della sua potenza, Venezia schierava un esercito di 40 000 uomini in armi, dei quali due terzi erano fanti e un terzo cavalieri supportati da una potente artiglieria, inoltre controllava gran parte delle coste dell'Adriatico, molte delle isole dell'Egeo, inclusa Creta, e tra le principali forze commerciali nel Medio oriente. Il territorio della Repubblica nella penisola italica si estendeva fino al Lago di Garda confinando appunto con la Val Vestino, al fiume Adda ed anche a Ravenna, da cui riusciva ad influenzare la politica delle città della Romagna, ad esempio appoggiando, nel 1466, la presa di potere di Pino III Ordelaffi a Forlì, città su cui, però, Venezia non riuscì mai ad avere un dominio diretto.
Nel 1508 i contrasti con il papa nel controllo della Romagna portarono alla Lega di Cambrai, un'alleanza contro Venezia stretta tra il pontefice Giulio II, il re Luigi XII di Francia, l'imperatore Massimiliano I d'Asburgo e re Ferdinando II d'Aragona. Ad Agnadello nel cremonese, il 14 maggio 1509, i veneziani condotti da Bartolomeo d'Alviano furono duramente sconfitti dai francesi. Il predominio francese sul nord Italia conseguente alla battaglia fu però sentito come una minaccia da Giulio II, che siglò la pace con i veneziani dopo la loro "umile sottomissione". Nel 1511 Venezia entrò, con Inghilterra, Spagna ed Impero nella Lega Santa promossa dal pontefice guerriero contro la Francia.

## La compagnia di ventura dei Brisighelli
Dionigi (1465-1510), suo cugino Vincenzo (1466-1525) e il fratello Carlino (+ 1515) Naldi furono i fondatori dei "Brisighelli", una compagnia di ventura che operò tra il 1492 e il 1496 al servizio di Ferdinando I di Napoli d'Aragona contro Carlo VIII di Francia, poi, Caterina Sforza, signora di Imola e nel 1499 Cesare Borgia. Nel 1503, dopo la morte di papa Alessandro VI, i Naldi si misero al soldo della Repubblica di Venezia, inducendola a una politica di conquista della Romagna: risalendo così da Ravenna, per la valle del Lamone a Faenza, poi, a Brisighella, ove i veneziani entrarono nel novembre del 1503.
La rocca di Brisighella è un'opera veneziana. Dionigi di Naldo, capitano delle fanterie venete dal 1506 alla morte (nel 1510), è considerato a tutt'oggi, con il cugino Vincenzo, tra i più capaci riformatori della fanteria veneta alla quale diede un grande sviluppo di azione rispetto alla cavalleria. Morì a Venezia e fu sepolto nella chiesa dei SS. Giovanni e Paolo con un monumento a lui dedicato a opera di Lorenzo Bregno.
Il cugino Vincenzo (n. 1446) gli subentrò nel comando dal 1511 al 1517 come capitano della medesima fanteria partecipando all'assedio di Brescia (agosto 1512), al presidio di Modena (1516) e di Forlì (1517) ove i suoi uomini furono duramente contrastati dalla popolazione locale a causa degli atti di vandalismo perpetrati contro il Palazzo Pubblico. Morì nel 1525, a Brisighella, e fu sepolto nella chiesa degli Osservanti. Il terzo dei fratelli Naldi, Carlino, operò sempre all'ombra dei precedenti. Combatté nella battaglia di Agnadello e morì nel 1515.

## Le prime ostilità
Tra il 1510 e il 1517 i comuni della Val Vestino furono più volte saccheggiati e incendiati dalle fanterie veneziane e dalle milizie rivierasche in ritorsione delle scorrerie fatte dai Valvestinesi sulla Riviera di Salò per ordine dei Lodron. Nel maggio del 1513 ripresero nuovamente le ostilità tra i francesi alleati dei veneziani contro spagnoli, milanesi e gli imperiali per l'ennesima conquista del ducato di Milano, così anche i territori furono coinvolti in quei tragici eventi.
Il 25 maggio 1513 il capitano Scipione Ugoni di Brescia, condottiero di una compagnia di milizie rivierasche di 300 uomini, aiutato dagli uomini di Gargnano, invase la Val Vestino, depredò, attaccò le truppe dei Lodron, diede alle fiamme la terra di Magasa e Cadria e ritornò a Salò  portando con sé un copioso bottino di bestiame e generi vari. Lo Scipioni “et per tre volte è intrato in ditta Valle e fato assai botini et svalizato ogni cosa e morto qualche uno […] Ozi dover andar a Lodron missier Valerio Payton, cittadin brexan, con sercha 500 fanti per recomperar l'onor suo, e voler metter a foco e fiamme ogni cosa”.
Fu in una di queste occasioni che per poco non fu catturato un vecchio connestabile della Riviera, chiamato il "Vecchio di Gardone", rifugiatosi in Valle. Egli, nel settembre del 1512, aveva tolto ai tedeschi che occupavano la Riviera ben 300 ducati, ma essendovi tregua in quei giorni tra i belligeranti, la Repubblica di Venezia aveva ordinato che il “Vecchio” fosse catturato e consegnato alla giustizia rendendo i ducati: egli invece preferì saggiamente fuggire in Valle con la refurtiva e mettersi sotto la protezione dei Lodron. Queste preziose notizie le apprendiamo dalle relazioni che il provveditore di Salò, Daniele Dandolo, fece a Venezia a riguardo dell'impresa compiuta dal “connestabile” Scipione Ugoni, difatti amaramente soggiunge: “Quello traditor dello Vecchio de Gardon è scapato di poco che non sia stato preso”.
Secondo alcuni ricercatori la Val Vestino fu pure invasa nello stesso mese di maggio dalle compagnie di Francesco Calzone di Salò, da Valerio Paitone e da Andrea Benaglia di Maderno. Lo storico Claudio Fossati sostiene invece che il Calzone, il 19 maggio del 1513, partì da San Bonifacio, nel veronese, con Scipione Ugoni, attraversò le linee dei nemici imperiali di Guglielmo di Rogendorf e raggiunse la Riviera liberandola dagli spagnoli poi, mentre l'Ugoni attaccava Malcesine e la Val Vestino, il Calzone deviò su Brescia ove, il 27 giugno, fu richiamato per la difesa di Peschiera che sarà poi conquistata dall'esercito francese.
La guerra, dopo la sconfitta dei francesi nella battaglia di Novara il 6 giugno ad opera degli Svizzeri, si trascinò stancamente fino al mese di ottobre. Difatti con l'avvicinarsi della stagione delle piogge gli spagnoli si ritirarono con i loro quartieri tra Este e Montagnana, mentre i veneziani ripiegarono a Padova.

## 1516: un anno terribile
Babone Naldi (Brisighella, 1474 – Padova, 1544) o Babbone da Brisighella (Ravenna) fu un capitano di ventura di una certa rilevanza nell'epopea mercenaria del Medioevo italiano. Era nato nel 1474, nipote dei celebri Dionigi, Vincenzo e Carlino Naldi pure soldati avventurieri. Nella sua carriera militare militò sempre fedelmente, con valore e capacità, per Venezia, contribuendo modestamente alla politica d'espansione territoriale di questa: nel 1510 fu all'assedio di Verona, nel 1511 alla difesa di Treviso e nel 1512 a quella di Brescia ove fu ferito alla faccia, nell'ottobre del 1513 partecipò alla battaglia di Creazzo, nel 1532 fu inviato a Corfù minacciata dai turchi e combatté in Grecia contro le truppe del sultano Solimano. Morì nell'aprile del 1544 a Padova e fu sepolto nella chiesa del Carmine.
L'anno più cruciale per la Val Vestino fu il 1516 nei mesi di gennaio e febbraio. In quel periodo la città di Brescia, difesa dagli spagnoli, era stretta d'assedio dalle truppe francesi e veneziane (si arrenderà solamente il 26 maggio subendo un terribile saccheggio), mentre la linea di confine che si snodava dal Caffaro alla Val Vestino era territorio di scorribande e scontro tra reparti di imperiali e milizie venete che si appoggiano alla munitissima Rocca d'Anfo impedendo in tal modo il passaggio a quegli eserciti che intendevano portare soccorso alla stremata Brescia.
Nell'armata della Serenissima militavano anche i fratelli Babone, Giovanni (+agosto 1528), Ottaviano (+1530 ca.) e Guido Naldi (+1535 ca.) come condottieri di fanterie mercenarie e costoro, in più riprese, saranno i protagonisti di varie operazioni militari in Valle.
Nella primi giorni di gennaio (con molta probabilità il 5 o il 6) il provveditore veneto di Salò, Zaccaria Contarini, mandò da Gargnano in Valle, il comandante Babone Naldi (anche detto Babon de Nalde in dialetto veneto), con guide e circa 500 fanti: saccheggiò, bruciò tutta la Valle e “tagliò a pezzi”, fino a Lodrone, 200 soldati tedeschi venutigli incontro minacciosamente; puntò su Idro e si acquartierò poi ad Anfo, unendosi con i soldati di ventura di Giano Fregoso e Giovan Corrado Orsini. Nei giorni seguenti si scontrò con 1500 fanti tedeschi, intenzionati a raggiungere Brescia, il cui campo attaccò nottetempo. Fra i nemici vi furono 500 morti, 800 fanti e 50 uomini d'arme borgognoni catturati, tra questi anche il conte Ludovico Lodron; rientrò poi a Salò.
Prontamente il conte Giovanni Battista Lodron informava il capitano delle Giudicarie di Stenico dell'accaduto per mezzo della seguente lettera, avvisandolo secondo quanto gli era stato riferito da una sua spia infiltrata presso il campo francese, dell'imminente arrivo nel territorio di Lodrone di consistenti truppe mercenarie venete capeggiate dai quattro fratelli Naldi, da un certo Frate da Pavia, da Toso da Bagnacavallo, da Pietro Longhena e da un altro sconosciuto capitano:
(Giovanni Battista Lodron,  1516)
Immediata la rappresaglia degli imperiali. “I nemici e quelli della Val de Vestin” calarono sul territorio di Gargnano e vi bruciarono case e paesi “et poi se ne ritorno indietro” lo riferisce il provveditore, Zaccaria Contarini, il 25 gennaio, al senato di Venezia, mentre si trovava in ispezione alla linea avanzata di difesa di Anfo: “[…] Mi vene uno altro messo da Salò, fazendomi saper come li nimici erano calati per la Val de Vestin et brusavano di Gargnano; de che a stafeta veni a Salò et trovai esser sta certi todeschi, i quali erano venuti per divertir la impresa. Li nostri hanno preso do conti di questi castelli, el nome suo a la Serenità Vostra per altre mie li farò noto (il prigioniero era il conte Ludovico Lodron) …”.
Il 26 altra lettera del Contarini che ritorna sull'argomento del giorno precedente: “Passata meza strada, seppi la nova, et camminando me zonse un messo, veniva da Salò, fazandomi sapere come per la Val de Vestin li nimici erano calati su quello di Gargnan e a li confini avevano brusato certe case, et poi se ne ritorno indietro. Le nostre fantarie col el botino se redussero a Boarno. Domino Babon vene a Salò con le sue compagnie […]”.
Il mese dopo altra dura ritorsione dei veneziani. Il 16 febbraio il curato di Persone, preoccupatissimo, povero e senza scarpe, allertava il conte Giovanni Battista Lodron informandolo che, due sere prima, i nemici provenienti da Capovalle (Hano) avevano fatto razzia a Moerna sequestrando capi di bestiame e facendo pure prigionieri quattro Moernesi.
Questi, subito rilasciati, erano stati delegati di riferire ai loro rappresentanti comunitari di usare “una certa cortesia” verso i veneziani, predisponendo per il giorno seguente una consistente somma di denaro altrimenti il capitano Babone Naldi, con i suoi due fratelli, Giovanni e Ottaviano, avrebbero dato alle fiamme tutta la Valle compreso il Comune di Bondone. Il sacerdote oltre a ciò proponeva, ricercando la conferma del Conte, la disponibilità riscontrata da parte di alcuni uomini facoltosi di Persone che, pur di evitare guai peggiori a tutto il paese, avrebbero pagato di tasca propria la somma richiesta, altrimenti implorava l'invio, al più presto possibile, di polvere e piombo da “schioppetto” per procedere alla difesa dei miseri villaggi e dei loro abitanti:
Qualche mese dopo, in novembre, i miliziani veneti si ripresentarono in Valle un'altra volta. Il capitano Giovanni Naldi razziò nel territorio 200 capi di bestiame e fece un copioso bottino di vario genere.

## La fine della guerra
La guerra terminò il 29 gennaio del 1517 con la sottoscrizione di un trattato di pace con i veneziani. Secondo lo storico storese padre Cipriano Gnesotti (1717-1796) del convento dei Padri Cappuccini di Condino: 